# Giovanni Battista Scuro
Giovanni Battista Scuro, o Sauro (talvolta anche noto col nome latinizzato di Iohannis Baptistae Scuro, D. Iohannis Baptistae Scuro oppure Io. Baptistae Scuro; Crotone, XVI secolo – Crotone, XVII secolo), è stato un giurista e poeta italiano in lingua latina.

## Biografia
Patrizio di Crotone e affermato giurista, fiorì nel XVII secolo e divenne noto per aver scritto e pubblicato due delle sue opere più famose intitolate Dilucida expositio (1601) e Facilis et compendiosa explicatio (1621).

## Opere
- Dilucida expositio (1601);
- In tertium librum (1602);
- Facilis et compendiosa explicatio (1621);
- Expositio aurea (1629).